# Ernst Stahl-Nachbaur
Ernst Stahl-Nachbaur (né le 6 mars 1886 à Munich, mort le 13 mai 1960 à Berlin) est un acteur et metteur en scène allemand.

## Biographie
Son père, l'avocat Guggenheimer, le destine à une carrière militaire au sein de l'armée bavaroise. Contre la volonté de son père, avec lequel il ne parlera pas pendant dix ans, il choisit le théâtre. En 1904, il prend des cours auprès d'Adolf Winds à Dresde et joue à Hanau, au théâtre de Stralsund, à Neustrelitz, à Lübeck et à Strasbourg. En 1913, il entre au Kammerspiele de Munich. Après avoir fait la Première Guerre mondiale, il joue de 1916 à 1918 au Neuen Wiener Bühne puis en 1918 à Berlin.
Ernst Stahl-Nachbaur commence une carrière au cinéma en 1917. Après une carrière dans le cinéma muet, il joue dans des films parlants. Il est aussi acteur pour la radio.
Pendant le Troisième Reich, il joue moins à cause des origines juives de son père. Après la guerre, il dénonce l'acteur Heinrich George à l'autorité soviétique pour sa collaboration avec les nazis. Il joue dans des fictions de la NDWR et est acteur de doublage.
Il fut l'époux de l'actrice Carola Toelle.

## Filmographie

### Acteur

#### Cinéma
- 1917 : Das Geschlecht der Schelme. 1. Teil
- 1919 : Aus eines Mannes Mädchenjahren
- 1919 : Der verführte Heilige
- 1919 : Eugen Onegin : Fürst Gremin
- 1919 : Fidelio : Gouverneur
- 1919 : König Nicolo : König Nicolo
- 1919 : Lilli : Graf von Simon
- 1919 : Lillis Ehe : Dr. Goldmann
- 1919 : Maria Pavlowna : Policier Maximowitsch
- 1919 : Pogrom : Krassowsky
- 1919 : Zwangsliebe im Freistaat : Dr. Erhardt Kraft
- 1919 : Zwischen Tod und Leben : Fritz Nettenmair
- 1920 : Das Martyrium : Luigi Paoli, secrétaire du marquis
- 1920 : Der Schrecken im Hause Ardon : Welteroberer
- 1920 : Die Welt ohne Hunger : Fred Bell
- 1920 : Gewalt gegen Recht : Ministre
- 1920 : Johannes Goth : Johannes Goth
- 1920 : Narrentanz der Liebe : Student Alfred Freese
- 1920 : Nixchen : Herbert Gröndal (Ehemann)
- 1920 : Satanas de Friedrich Wilhelm Murnau : Fürst Alfonso d'Este
- 1920 : Sieger Tod : Prof. Ernst Gorrit
- 1921 : Der Schwur des Peter Hergatz de Alfred Halm : rôle indéterminé
- 1921 : Der Stier von Olivera : Lieutenant Herbaut
- 1921 : Die Amazone
- 1921 : Die Schuldige : Graf von Friesen
- 1921 : Hazard : Der strenge Gatte
- 1921 : Um den Sohn
- 1923 : Christoph Columbus : Herzog von Medina-Celli
- 1923 : Tout pour l'or (Alles für Geld) de Reinhold Schünzel : Directeur de Goliath-Werke
- 1924 : Moderne Ehen : Baron von Norden
- 1927 : Der Anwalt des Herzens : James Rigdon
- 1928 : Berlin After Dark
- 1928 : Flucht vor Blond
- 1928 : Teenagers' Republic : John Enders
- 1928 : Vom Täter fehlt jede Spur : Inspecteur Bernburg
- 1929 : Der Bund der Drei : Renard
- 1929 : Die Ehe
- 1929 : Die seltsame Vergangenheit der Thea Carter : Van Ruyten
- 1929 : Kolonne X : Commissaire Weigert
- 1929 : Mutterliebe de Georg Jacoby : Erich Vogt
- 1929 : Nachtgestalten
- 1929 : Skandal in Baden-Baden : John Leeds
- 1929 : Tagebuch einer Kokotte : Consul Hechenberg
- 1930 :  Boykott (en) : Directeur général Haller
- 1930 : Gefahren der Brautzeit de Fred Sauer : Mc-Clure
- 1930 : Der Schuß im Tonfilmatelier : Holzknecht, Kriminalrat
- 1930 : Ein Burschenlied aus Heidelberg : John Miller
- 1930 : Es gibt eine Frau, die dich niemals vergißt
- 1930 : Stud. chem. Helene Willfüer : Professseur Ambrosius
- 1931 : Casse-cou : George Brown aka Mac Born (en tant que E. Stahl-Nachbaur)
- 1931 : Danton de Hans Behrendt : Louis XVI
- 1931 : Die Männer um Lucie de Alexander Korda : Prunier
- 1931 : Fra Diavolo de Mario Bonnard : le Gouverneur
- 1931 : Le congrès s'amuse de Erik Charell et Jean Boyer : Napoleon I. (non crédité)
- 1931 : M le maudit (M – Eine Stadt sucht einen Mörder) de Fritz Lang : Chef de la police
- 1931 : Weib im Dschungel : Robert Crosbie
- 1932 : Der träumende Mund de Paul Czinner : le policier
- 1932 : Die elf Schill'schen Offiziere de Rudolf Meinert : Hauptmann Busch
- 1932 : Hasenklein kann nichts dafür : Jänicke - Generaldirektor
- 1932 : Wäsche - Waschen - Wohlergehen : Kaufmann
- 1933 : White Majesty : le défenseur
- 1934 : L'aventure : Oberst von Keller
- 1935 : Sept dans un lycée (Glückspilze) de Robert A. Stemmle : Dr. Kahn
- 1937 : Strife Over the Boy Jo : Frauenarzt Prof. Desmartin
- 1938 : Das Ehesanatorium : Rudolf Burg
- 1939 : Spaßvögel : Dr. Rose
- 1940 : Marie Stuart (Das Herz der Königin) de Carl Froelich : Jon Knox
- 1941 : Je t'aimerai toujours (Immer nur Du) de Karl Anton : le réalisateur
- 1942 : L'Implacable Destin (Der große Schatten) de Paul Verhoeven : Directeur du théâtre provincial
- 1943 : Der Ochsenkrieg : Heinrich von Burghausen
- 1943 : Ein glücklicher Mensch : Philologue
- 1943 : Titanic de Herbert Selpin et Werner Klingler : Oberrichter (non crédité)
- 1944 : Offrande au bien-aimé (Opfergang) de Veit Harlan : Conseiller sanitaire Terboven
- 1946 : Allez Hopp : Urmann
- 1946 : Les assassins sont parmi nous (Die Mörder sind unter uns) de Wolfgang Staudte : le médecin
- 1950 : Vom Teufel gejagt : Professeur Schmederlein
- 1951 : Die Tat des Anderen
- 1951 : Grenzstation 58 : Kriminalkommissar Bernrieder
- 1952 : Mein Herz darfst du nicht fragen : Professeur
- 1952 : Postlagernd Turteltaube : Arthur Gomoll, Generaldirektor
- 1953 : Ave Maria de Alfred Braun : Dr. Rieser
- 1954 : L'Amiral Canaris (Canaris) de Alfred Weidenmann : rôle indéterminé
- 1954 : Der Engel mit dem Flammenschwert
- 1954 : Le destructeur (Das Bekenntnis der Ina Kahr) de Georg Wilhelm Pabst : rôle indéterminé
- 1954 : Rittmeister Wronski de Ulrich Erfurth : Le général de l'Abwehr
- 1955 : Der Hauptmann und sein Held : General
- 1955 : Ein Mann vergißt die Liebe
- 1955 : Eine Frau genügt nicht? : Dr. Dickreiter
- 1955 : Le 20 Juillet (Der 20. Juli) de Falk Harnack : Feldmarschall, Commandant en chef du groupe d'armées
- 1956 : L'Espion de la dernière chance (Spion für Deutschland) de Werner Klingler : le physicien
- 1957 : Kalle wird Bürgermeister
- 1957 : Stresemann de Alfred Braun : Le médecin de Stresemann
- 1958 : Le Brigand au grand cœur : Kasper Bückler
- 1958 : Nackt, wie Gott sie schuf : Prior
- 1959 : Alt Heidelberg : Fürst von Sachsen-Karlsburg

#### Courts-métrages
- 1918 : Der Treubruch
- 1918 : Die Macht des Anderen
- 1918 : Konrad Hartls Lebensschicksal
- 1938 : Der Kapland-Diamant

#### Télévision
Téléfilms
- 1953 : Die unsichtbare Sammlung : Herwarth Moosbach - Forst- und Ökonomierat a. D.
- 1954 : Das Schweigen des Meeres : Der alte Mann
- 1954 : Eskapade : Dr. Skillingsworth
- 1954 : Gefährtin : Prof. Werkmann
- 1955 : Kabale und Liebe
- 1956 : Der Prozeß Mary Dugan : Richter Nash
- 1956 : Kolibri - Eine Magazingeschichte : Jonathan Hyde
- 1956 : Pygmalion : Oberst Pickering
- 1957 : Schinderhannes : Kaspar Bückler
- 1957 : Und das am Montagmorgen : Clinton
- 1958 : Begegnung in Singapur : Sir Charles Elsworthy
- 1958 : Gift und Mitgift : Donald Dean
- 1958 : Mylord weiß sich zu helfen : Sir Henry

### Réalisateur

#### Cinéma
- 1920 : Der siebente Tag